# 墨尔本皇家展览会

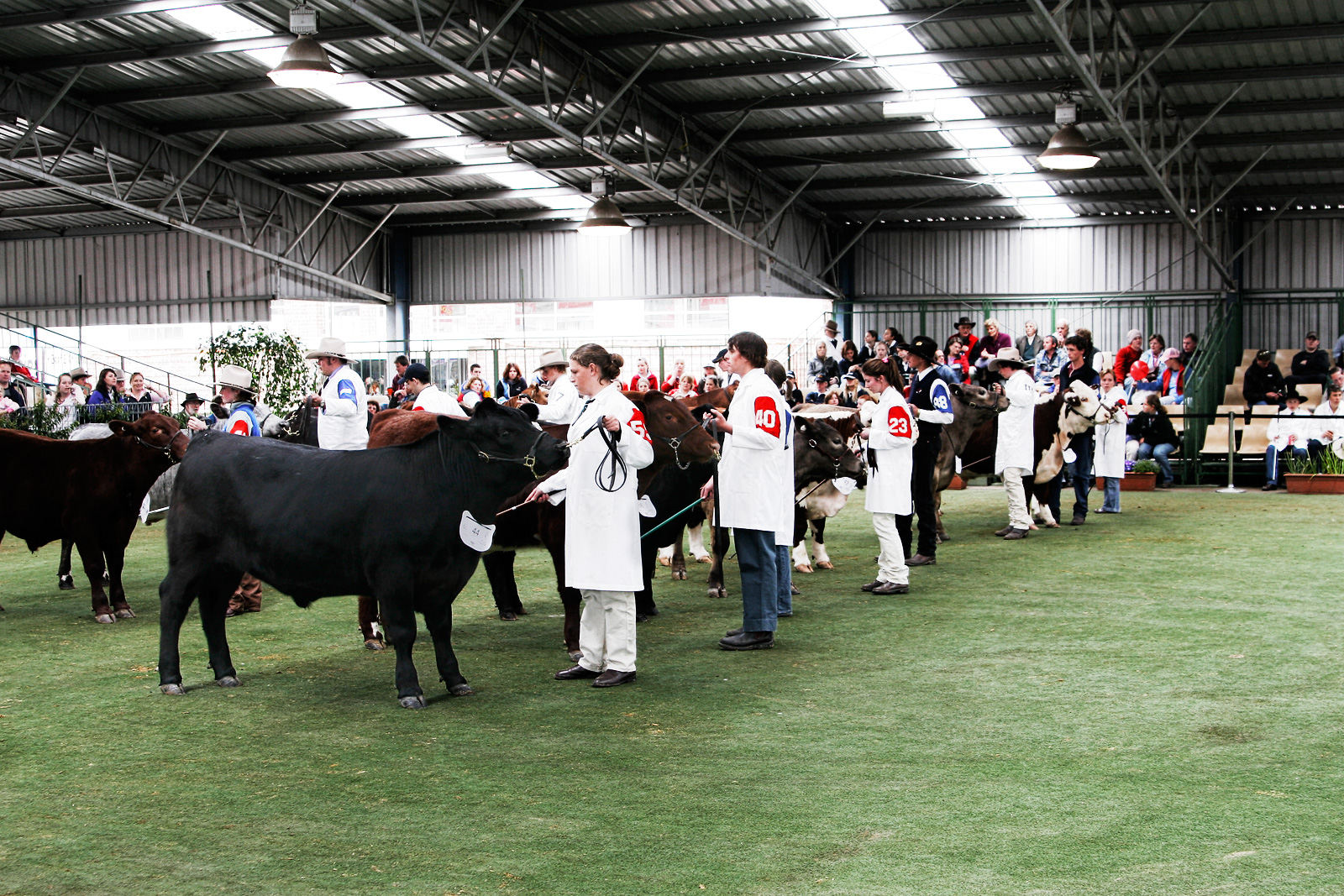
皇家墨尔本秀2005

墨尔本皇家展览会（Royal Melbourne Show）是每年在墨尔本秀场举行的农业博览会。

## 历史
始于1848年，当时用于展示澳洲的土特产，所有郊区和乡下的农民都会聚集在城里，庆祝农产丰收，并举行一些竞技。这些竞技包括：羊驼竞技、肉牛竞技、普通牛竞技、狗竞技、安哥拉山羊竞技、南非山羊竞技、普通山羊竞技、马竞技、家禽竞技、绵羊竞技、剪羊毛比赛和伐木比赛等。与其它皇家展览会一样，墨尔本皇家展览会还有娱乐项目，以及澳洲风情的“秀袋”（Showbags），里头都是装的小孩子喜欢的各类糖果。与任何游乐园一样，过山车和摩天轮都是皇家秀的传统项目。皇家展览会甚至有自己的火车站“秀地”，在墨尔本西北部的佛莱明顿赛马场（Flemington Racecourse），也就是每年一度墨尔本杯赛马节举行的地方。

## 交通
从墨尔本佛林德斯火车站（Flinders Station）坐专线直接在秀地下车后就能买票。